# 恋はあせらず
「恋はあせらず」（こいはあせらず、原題：You Can't Hurry Love）は、1966年にスプリームスが発表したソウル・ミュージックの楽曲である。

## 解説
アルバム『シュープリームス・ア・ゴーゴー』からの先行シングル。作詞・作曲は、モータウンのプロダクション・チームであるホーランド＝ドジャー＝ホーランドが手がけた。ジェームス・ジェマーソンの、独創的なベース・ラインを聴くことができる代表作とされている本作は、1950年代にジ・オリジナル・ゴスペル・ハーモネッツのドロシー・ラブ・コーツが発表した「You Can't Hurry God」からインスパイアされた楽曲である。後にイタリア語バージョンとなる「L'amore verrà (Love Will Come)」が発表された。
シングル盤は、同年のBillboard Hot 100で2週連続第1位、全英シングルチャートで最高3位、ケント・ミュージック・レポートで最高10位を獲得した。発売から約7ヶ月後の1966年9月25日にCBSで放送された『エド・サリヴァン・ショー』に出演し、本作を披露した。
2017年にビルボード誌が発表した「100 Greatest Girl Group Songs of All Time」の第19位に入っている。

### パーソネル
- ダイアナ・ロス - リード・ボーカル
- メアリー・ウィルソン、マーリーン・バロウ - バック・コーラス
- ジェームス・ジェマーソン - ベース
- ファンク・ブラザーズ - 演奏

## カバー

### フィル・コリンズによるカバー
フィル・コリンズのカバー版は、1982年後半に発売された2ndソロ・アルバム『フィル・コリンズ 2:心の扉』からの先行シングルとしてリリースされた。フィルは、ジェネシスの「ビハインド・ザ・ラインズ」やビートルズの「トゥモロー・ネバー・ノウズ」など他のアーティストのカバー曲をアルバム『夜の囁き』に収録していたが、シングルとしてリリースするのは本作が初の例だった。
フィルによるカバー・バージョンは、全英シングルチャートで自身初の首位を獲得し、Billboard Hot 100では最高10位を獲得した。イギリスでは、ゴールド認定を受けている。

#### パーソネル
- フィル・コリンズ - ドラムス、ボーカル、タンブリン
- ダリル・ステューマー - ギター
- ジョン・ギブリン - ベース
- ピーター・ロビンソン - ピアノ、グロッケンシュピール
- マーティン・フォード（英語版） - ストリングス編曲

#### 収録アルバム
- 『フィル・コリンズ 2:心の扉』
- 『Now That's What I Call Music!』

### NOKKOによるカバー盤
NOKKOによるカバー・シングルは、1997年2月21日に「GO GO HAPPY DAY」との両A面シングルとして発売された。

#### 収録曲
1. 恋はあせらず
2. GO GO HAPPY DAY (Single Mix)
3. 恋はあせらず (オリジナル・カラオケ)

### その他のカヴァー
- ストレイ・キャッツ - 1981年発売のシングル盤「ロック・タウンは恋の街」のB面。
- ディキシー・チックス - 1999年発売の『プリティ・ブライド オリジナル・サウンドトラック』に収録。
- 伊藤さやか - 2003年発売のベスト・アルバム『ノスタルジックさやか』に収録。
- bird - 2007年11月発売のカバー・アルバム『BIRDSONG EP -cover BEATS for the party-』に収録。
- 及川リン - 2010年発売のアルバム『Happy Celebration』に収録。
- 新妻聖子 - 2013年発売のライブアルバム『LIVE MOMENTS』に収録の「アメリカン・ポップス・メドレー」の1曲として収録。
- Hi-STANDARD - 2016年発売のシングル「Vintage & New,Gift Shits」に収録[11]。
- Foxes and Fossils
- 平山みき - 2016年発売のシングル「真夏の出来事〜ナウ・アンド・ゼン」に収録。